# Jacupiranga
Jacupiranga è un comune del Brasile nello Stato di San Paolo, parte della mesoregione del Litoral Sul Paulista e della microregione di Registro.
Il comune è stato costituito nel 1927 per distacco dal comune di Iguape. È sede di un omonimo Parco statale.